# Epipactis reinekei
Epipactis reinekei är en orkidéart som beskrevs av M.Bayer. Epipactis reinekei ingår i släktet knipprötter, och familjen orkidéer. Inga underarter finns listade i Catalogue of Life.